# Atletismo nos Jogos Pan-Americanos de 1999 - Maratona masculina
A prova da maratona masculina nos Jogos Pan-Americanos de 1999 foi realizada em 25 de julho de 1999.

## Medalhistas
| Ouro                         | Prata                    | Bronze                 |
| Vanderlei de Lima BRA Brasil | Rubén Maza VEN Venezuela | Éder Fialho BRA Brasil |

### Final
| Posição          | Nome              | Nacionalidade      | Tempo   | Notas |
| ---------------- | ----------------- | ------------------ | ------- | ----- |
| Medalha de ouro  | Vanderlei de Lima | BRA Brasil         | 2:17:20 |       |
| Medalha de prata | Rubén Maza        | VEN Venezuela      | 2:19:56 |       |
| 3                | Éder Fialho       | BRA Brasil         | 2:20:09 |       |
| 4                | Franklin Tenorio  | ECU Equador        | 2:20:19 |       |
| 5                | Darrell General   | USA Estados Unidos | 2:23:58 |       |
| 6                | Joseph McVeigh    | USA Estados Unidos | 2:27:49 |       |
| 7                | Eddy Bathalien    | HAI Haiti          | 2:49:48 |       |